# دهستان مشهد الکوبه
دهستان مشهدالکوبه یکی از دهستان‌های استان مرکزی است که در بخش ساروق شهرستان اراک واقع شده‌است.
روستاهای تابع آن عبارتند از: میچان، وزیرآباد، فتح‌آباد، گمیز، محمودیه، مسن‌آباد، مشکان، مشهدالکوبه، نوازن